# Тейзвелл (Вірджинія)
Тейзвелл (англ. Tazewell) — місто (англ. town) в США, в окрузі Тейзвелл штату Вірджинія. Населення — 4486 осіб (2020).

## Географія
Тейзвелл розташований за координатами 37°7′48″ пн. ш. 81°30′50″ зх. д. / 37.13000° пн. ш. 81.51389° зх. д. (37.130008, -81.513809).  За даними Бюро перепису населення США в 2010 році місто мало площу 18,12 км², з яких 17,91 км² — суходіл та 0,21 км² — водойми.

## Демографія
Згідно з переписом 2010 року, у місті мешкало 4627 осіб у 1982 домогосподарствах у складі 1257 родин. Густота населення становила 255 осіб/км².  Було 2204 помешкання (122/км²).
Расовий склад населення:
| - 90,2 % — білих - 6,8 % — чорних або афроамериканців - 0,7 % — азіатів - 0,2 % — корінних американців |

До двох чи більше рас належало 1,3 %. Частка іспаномовних становила 1,3 % від усіх жителів.
За віковим діапазоном населення розподілялося таким чином: 20,4 % — особи молодші 18 років, 57,6 % — особи у віці 18—64 років, 22,0 % — особи у віці 65 років та старші. Медіана віку мешканця становила 45,8 року. На 100 осіб жіночої статі у місті припадало 86,6 чоловіків;  на 100 жінок у віці від 18 років та старших — 83,0 чоловіків також старших 18 років.
Середній дохід на одне домашнє господарство  становив 55 984 долари США (медіана — 34 191), а середній дохід на одну сім'ю — 78 768 доларів (медіана — 62 400). За межею бідності перебувало 17,3 % осіб, у тому числі 18,8 % дітей у віці до 18 років та 20,3 % осіб у віці 65 років та старших.
Цивільне працевлаштоване населення становило 1394 особи. Основні галузі зайнятості: освіта, охорона здоров'я та соціальна допомога — 21,6 %, сільське господарство, лісництво, риболовля — 17,6 %, роздрібна торгівля — 10,3 %, публічна адміністрація — 9,6 %.